# 무산부
무산부(武山柎, ? ~ ?)는 전한 중기의 인물로, 개국공신 무유의 증손이다.

## 생애
원광 4년(기원전 131), 아버지 무영제의 뒤를 이어 양추후(梁鄒侯)에 봉해졌다.
원정 5년(기원전 112), 주금을 법령에 맞지 않게 한 죄로 작위가 몰수되었다.

## 출전
- 사마천, 《사기》 권18 고조공신후자연표(高祖功臣侯者年表)

| 전임 아버지 양추경후 무영제 | 전한의 양추후 기원전 131년 ~ 기원전 112년 | 후임 (폐지) |